# Timbuktu (krets)
Timbuktu (franska: Tombouctou) är en krets i Mali.   Den ligger i regionen Timbuktu, i den norra delen av landet, 1 100 km nordost om huvudstaden Bamako.